# Underground Hero
Underground Hero è il settimo album in studio da solista del rapper statunitense MC Eiht, pubblicato nel 2002.

## Tracce
1. The Bomb Eiht
2. Bang
3. Get Yours (featuring Mack 10)
4. Hungry
5. Uh-Huh (featuring Yukmouth)
6. First Time Actor
7. The Hustle
8. Graduation Day
9. Hypnotize
10. In My Town
11. Fire Alarm
12. Never Take It Easy
13. Keep It Movin
14. Territory
15. The Shoe Caper
16. The Rah Rah Nigga (featuring Sticky Fingaz)
17. Leave Me Alone
18. Black Music Dept
19. What You Wish for (featuring Outlawz)